# Radiaster gracilis
Radiaster gracilis är en sjöstjärneart som först beskrevs av Hubert Lyman Clark 1916.  Radiaster gracilis ingår i släktet Radiaster och familjen Radiasteridae.
Artens utbredningsområde är havet kring Nya Zeeland. Inga underarter finns listade i Catalogue of Life.